# Mammillaria melanocentra
Mammillaria melanocentra är en kaktusväxtart som beskrevs av Poselg. Mammillaria melanocentra ingår i släktet Mammillaria och familjen kaktusväxter.

## Underarter
Arten delas in i följande underarter:
- M. m. melanocentra
- M. m. rubrograndis

## Bildgalleri

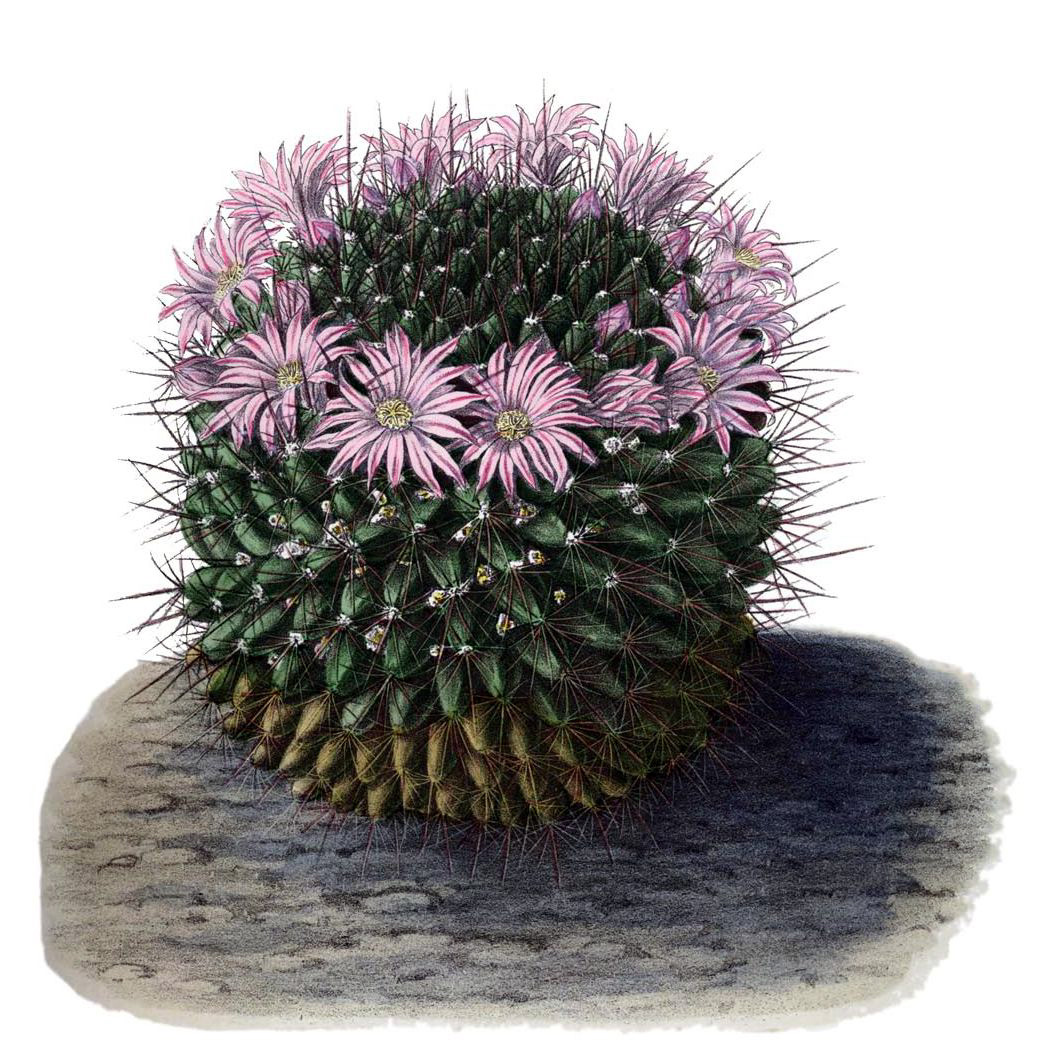
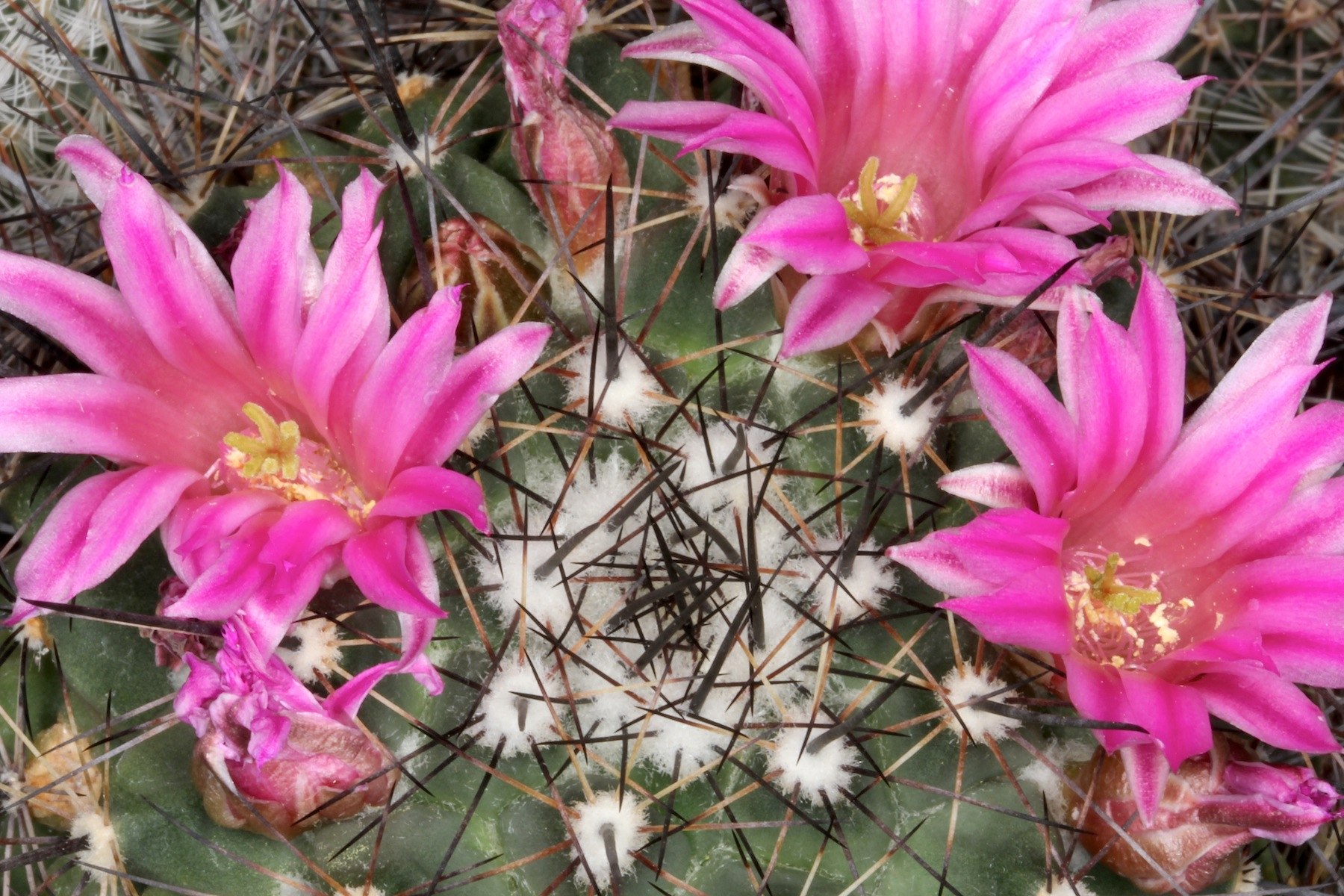
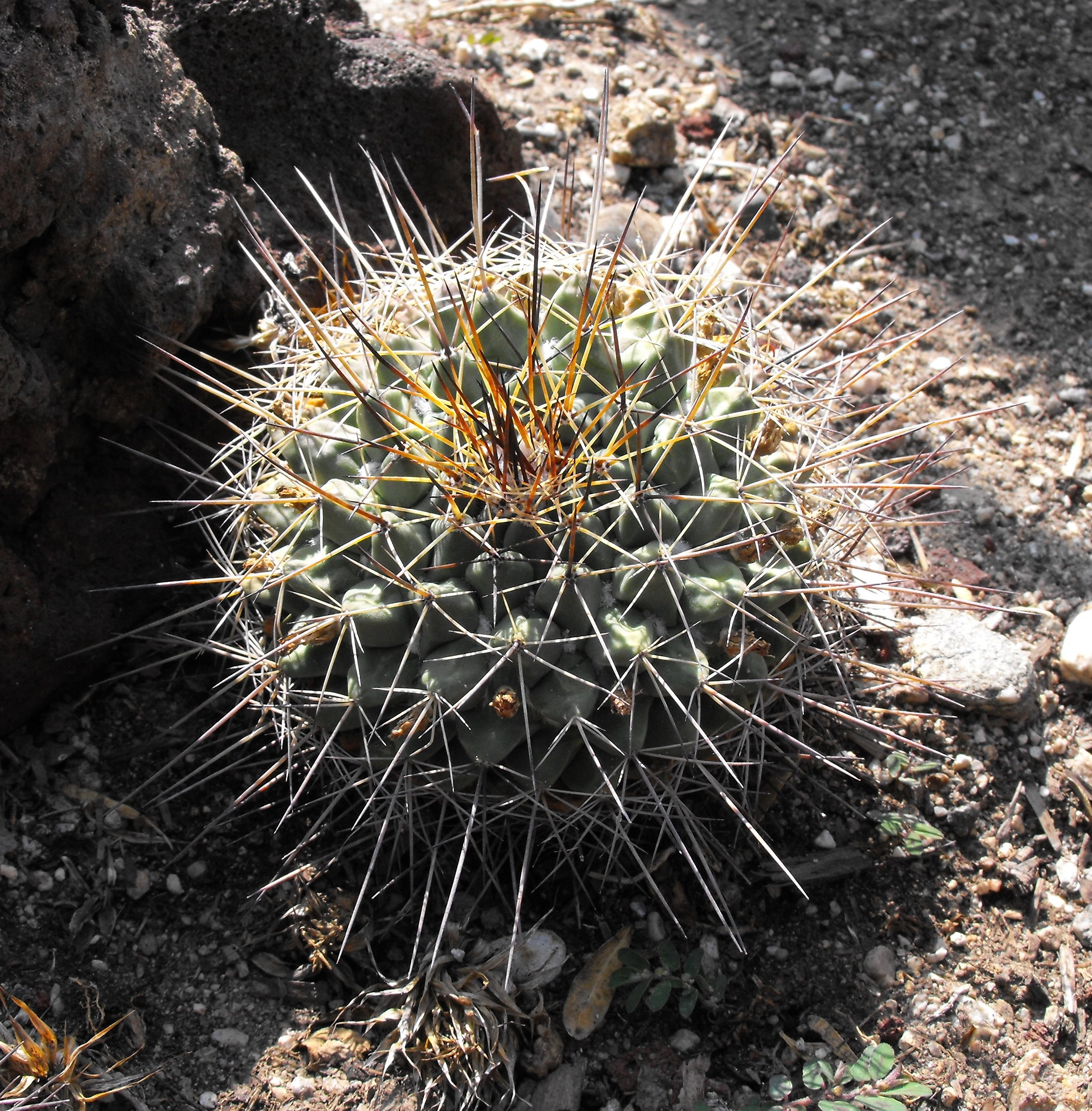